# Devapurhatti, Raybag
Devapurhatti là một làng thuộc tehsil Raybag, huyện Belgaum, bang Karnataka, Ấn Độ.